# Ignacio Iquino
Ignacio Ferrés Iquino (Valls, 25 de octubre de 1910-Barcelona, 29 de abril de 1994) fue un guionista, director y productor de cine español. Usó varias firmas distintas en los créditos, como Iquino, Ignacio Iquino, Ignacio F. Iquino, Steve MacCohy, Steve McCohy, Steve McCoy o John Wood.

## Biografía
Nació el 25 de octubre de 1910 en Valls, Tarragona. Siendo hijo de Ramón Ferrés Musolas y de la actriz Teresa Idel. Fue fotógrafo al comienzo de su carrera, y en 1933 realizó un documental titulado Toledo y el Greco.
En su filmografía se cuentan más de un centenar de títulos, repartidos entre dramas, comedias, cine negro y, hacia el final de su carrera, wésterns y dramas pseudoeróticos relacionados con temáticas bastante acordes con el cine español de la Transición, conocido como del destape.
Unánimemente considerado por la crítica como un director prolífico e irregular, ha pasado a la historia de nuestro cine como uno de los realizadores más destacados de su generación junto a nombres como Rafael Gil o José Luis Sáenz de Heredia. Empezó a ser conocido por el gran público a principios de los años 40, con títulos como El difunto es un vivo (1941), primera y mejor adaptación de una conocida pieza teatral. En los siguientes años, rueda una serie de películas al uso del cine español de la época, con alguna excepción: Brigada criminal (1950), una de las escasas muestras del thriller rodadas en España, y la película El Judas (1952) —primer film rodado en catalán después de la guerra civil—, o Buen viaje, Pablo (1959), con Ettore Manni y Gisia Paradis, una de sus mejores películas, que aborda un tema insólito en la trayectoria del realizador: el de un viajante de comercio y el trasfondo de sus relaciones personales y profesionales, lo que sirve a Iquino para profundizar en la sociedad española de la época y casi diseccionarla. Este film, hoy olvidado, entronca con ese tipo de películas que intentaron establecer una mirada directa a la sociedad franquista directa o veladamente: La patrulla (1955) de Pedro Lazaga, Plácido (1961) de Luis García Berlanga, El extraño viaje (1964) de Fernando Fernán Gómez o España otra vez (1964) de Jaime Camino. Su película El primer cuartel (1966) aborda la época fundacional de la Guardia Civil y sus antecedentes con gran acierto y fidelidad historiográfica, siendo uno de los escasos títulos en la historia del cine español en que su guion gira en torno a la Benemérita.
Los años 60 marcan su declive como director: el número de títulos que rueda va aumentando a la vez que disminuye la calidad de éstos, iniciándose en el llamado spaghetti western mediante coproducciones con Italia, Alemania y Francia. En los 70 resurge, apoyándose en la mayor apertura temática, con una serie de títulos de éxito como Aborto criminal (1973), Chicas de alquiler (1974), con Alice Arno como una de las protagonistas, Los violadores del amanecer (1978) y Las que empiezan a los quince años (1978). En los 80 se destaca como realizador de las mejores películas eróticas españolas del período, como en La caliente niña Julieta, protagonizada por Andrea Albani, Jóvenes amiguitas buscan placer, con Albani, Vicky Palma y Amparo Moreno y Los sueños húmedos de Patrizia, con Concha Valero y Cristine Berna.
Falleció el 29 de abril de 1994 en Barcelona a la edad de 83 años.

## Filmografía
- 1934: Sereno y... tormenta
- 1935: Toledo y el Greco; Al margen de la ley
- 1936: Diego Corrientes
- 1938: Paquete, el fotógrafo público número uno
- 1940: ¿Quién me compra un lío?
- 1941: Alma de Dios; El difunto es un vivo
- 1942: Los ladrones somos gente honrada; El pobre rico; La culpa del otro; Boda accidentada
- 1943: Un enredo de familia; El hombre de los muñecos; Viviendo al revés; Turbante blanco; Fin de curso
- 1944: Hombre sin honor; Cabeza de hierro; Una sombra en la ventana
- 1945: El obstáculo; ¡Culpable!; Ni pobre ni rico, sino todo lo contrario
- 1946: Aquel viejo molino; Borrasca de celos
- 1947: Sinfonía del hogar; El ángel gris; Noche sin cielo
- 1948: El tambor del Bruch; Canción mortal
- 1950: La familia Vila
- 1950: Brigada criminal; Historia de una escalera
- 1951: El sistema Pelegrín; La danza del corazón (codirector); Tarde de fútbol
- 1952: El Judas.
- 1953: Fuego en la sangre; El golfo que vio una estrella
- 1954: La pecadora
- 1955: Good bye, Sevilla; Camino cortado
- 1956: Quiéreme con música
- 1957: Los ángeles del volante
- 1958: El niño de las monjas; Secretaria para todo
- 1959: Buen viaje, Pablo
- 1961: Juventud a la intemperie
- 1962: Las travesuras de Morucha; Carmen Boom
- 1963: Trigo limpio
- 1964: Un rincón para querernos
- 1965: Oeste Nevada Joe; Un dólar de fuego
- 1967: 07 con el 2 delante; Pistoleros en Golden Hill; El primer cuartel; Tres noches violentas; Operación contraespionaje
- 1967: La mini tía; Superargo contra Diabolicus
- 1968: De picos pardos a la ciudad
- 1969: La banda de los tres crisantemos
- 1971: Un colt por cuatro cirios
- 1972: La liga no es cosa de hombres; Busco tonta para fin de semana; Los fabulosos de Trinidad
- 1973: Aborto criminal; Chicas de alquiler
- 1975: La zorrita en bikini
- 1976: Fraude matrimonial
- 1977: Las marginadas.
- 1977: La máscara
- 1978: Los violadores del amanecer
- 1978: Emmanuelle y Carol
- 1978: Las que empiezan a los quince años
- 1979: La basura está en el ático
- 1979: ¿Podrías con cinco chicas a la vez?
- 1980: Un millón por tu historia
- 1981: La caliente niña Julieta
- 1981: Dos pillos y pico.
- 1981: La desnuda chicas del relax
- 1982: Inclinación sexual al desnudo
- 1982: Los sueños húmedos de Patrizia
- 1982: Jóvenes amiguitas buscan placer
- 1982: Esas chicas tan pu...
- 1982: Secta siniestra
- 1984: Yo amo la danza;